# Slottet i Chenonceau
Chenonceau (även stavat Chenonceaux) är ett slott i departementet Indre-et-Loire, sydväst om Tours.
Slottet omges av en park, och byggdes 1515–1521 på en holme i floden Cher, över vars ena arm en brobyggnad med gallerier i två våningar leder. Stilen är tidig renässans, med vissa kvarlevande gotiska drag.
Under 1700-talet var Chenonceau känt för sina litterära salonger.

## Historia

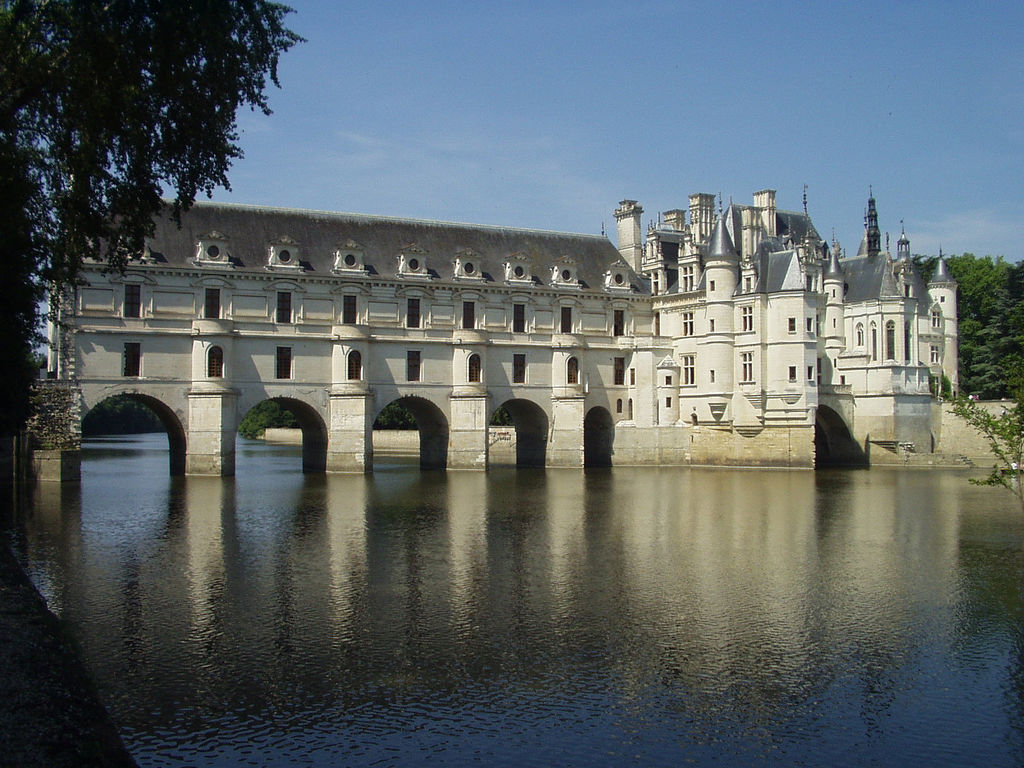
Chateau de Chenonceau med gallerierna på den bro som spänner över Cher.

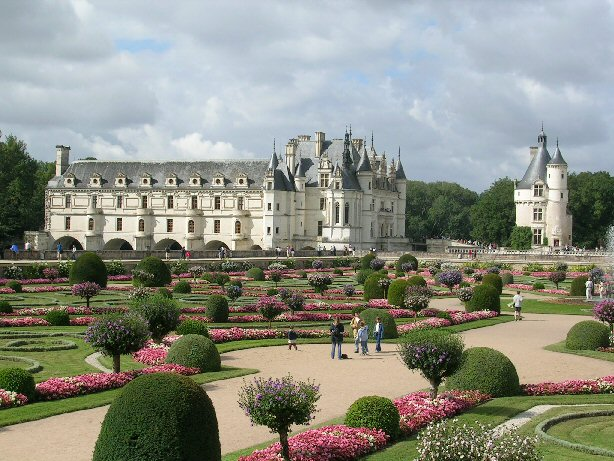
En del av Diane de Poitiers trädgårdsanläggning framför slottet.

Slottet uppfördes 1515–1521 av Thomas Bohiers, kung Frans I:s finanssekreterare. Kungen övertog slottet själv, och efter hans död skänkte hans efterföljare, Henrik II, slottet till Diane de Poitiers, sin älskarinna. Hon lät bygga den bro som förbinder slottet med den andra flodarmen. Hon anlade också parker och trädgårdar på grund av sina hortonomiska intressen. 
När Diane de Poitiers välgörare Henrik II dog år 1559 tvingade drottningen, Katarina av Medici, henne att avstå från sitt älskade slott, men hon fick som ersättning Château de Chaumont, som ligger några få kilometer därifrån. Katarina, som var Frankrikes regent de facto, offrade en förmögenhet på att utvidga slottet, bl.a. år 1577, med gallerierna ovanpå bron över Cher och med flera trädgårdar. Slottet bildade ram för överdådiga fester: 1560 firades Katarinas son, Frans II av Frankrike, sin tronbestigning med Frankrikes första fyrverkeri.
Vid Katarinas död 1589 gick Château de Chenonceau över till hennes svärdotter Louise de Lorraine-Vaudémont, gift med kung Henrik III. Som den sista adlige eller kunglige ägaren fick Louis Henri I av Bourbon köpa slottet år 1720 av sin mor Anne av Pfalz-Simmern, som var änka efter Henri Jules av Bourbon. Louis Henri I sålde under en längre tid inventarier och konstverk, och ett antal statyer hamnade på slottet i Versailles.
Den förste borgerlige ägarens hustru, Louise Dupin, återinförde det glada livet på slottet. Bland annat hade hon som gäster några av upplysningstidens främsta män (Voltaire, Fontenelle, Marivaux, Montesquieu, Buffon och Rousseau. Under revolutionen blev Chenonceaux, i motsats till andra slott, skonat från revolutionsgardets ödeläggelser, eftersom det rymde bron över Cher, och att det var långt till närmaste övergång. Det hjälpte också att Louise Dupin ändrade slottets namn genom att ta bort det adliga x i Chenonceaux.
1864 sålde familjen Dupin slottet till skotten Daniel Wilson, som hade blivit rik genom att installera gasbelysning i Paris. Han skänkte Chenonceau till sin dotter, Marguerite Pelouze. Hon fortsatte traditionen med överdådigt sällskapsliv, men pengarna tog slut, och en kubansk rikeman, José-Emilio Terry, övertog slottet 1891.
Sedan 1913 har Chenonceau varit i chokladfamiljen Meniers ägo. På 1950-talet lät den genomföra en grundlig renovering efter ödeläggelsen under den tyska ockupationen och en stor översvämning.

## Galleri

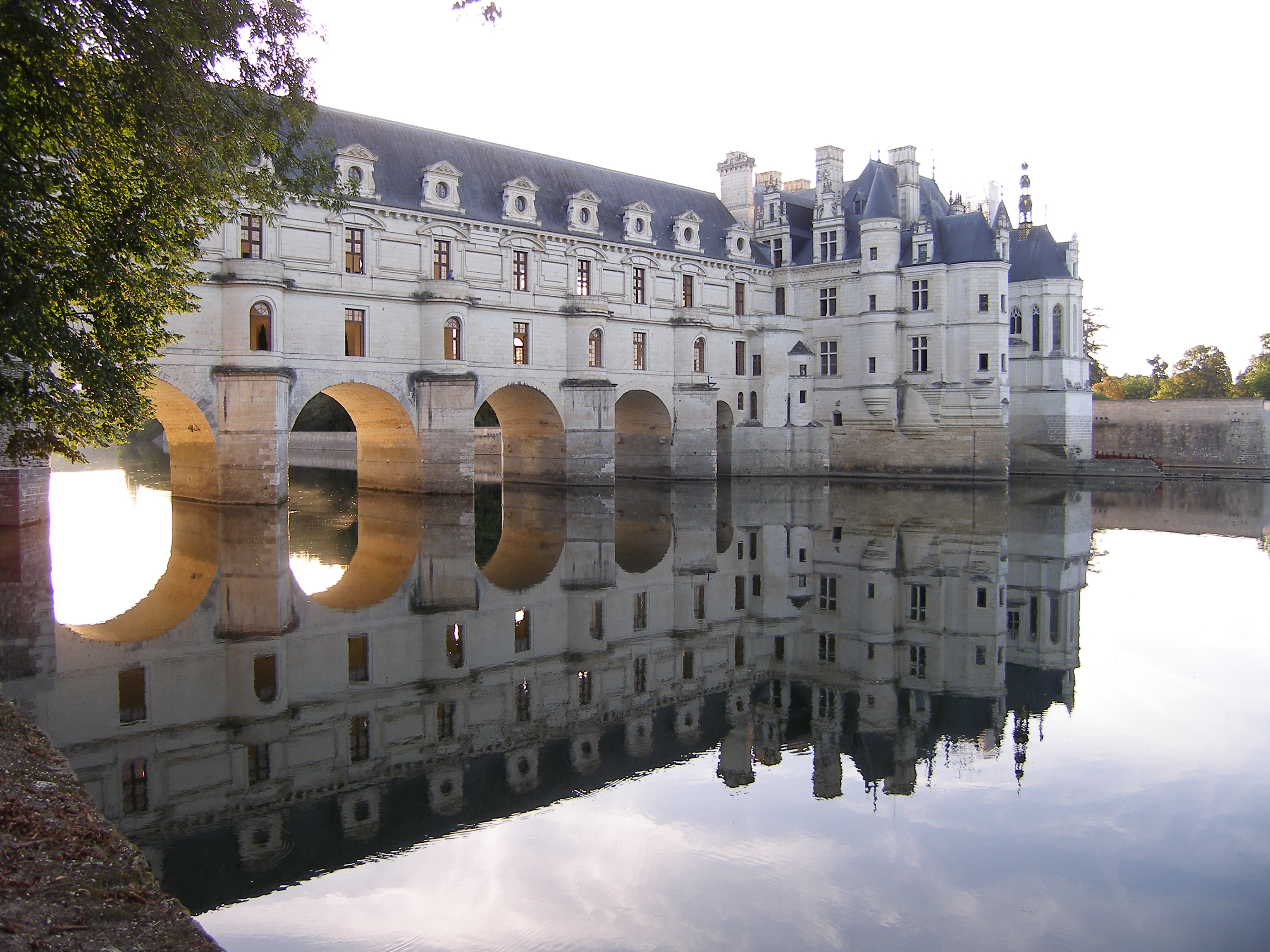
Slottet från sydost.
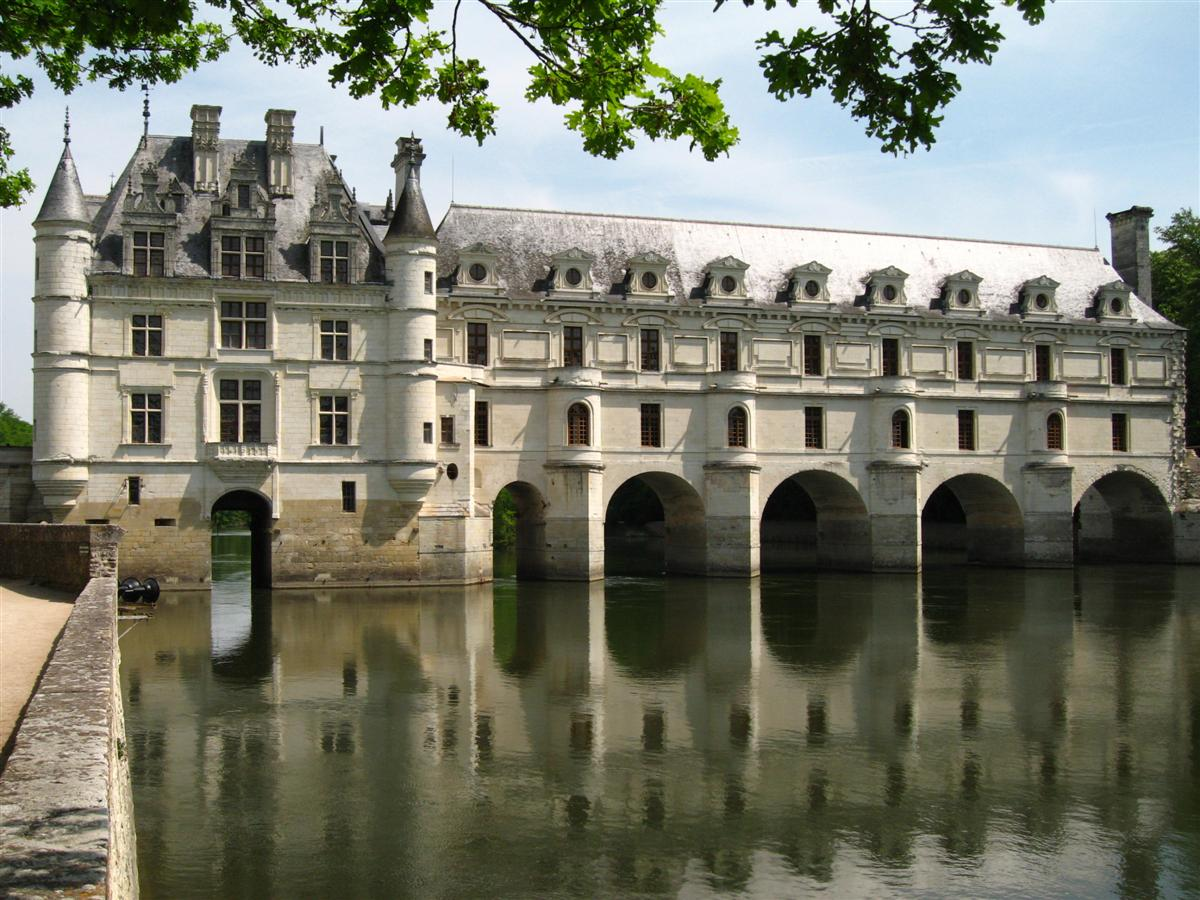
Utsikt mot den västra fasaden.
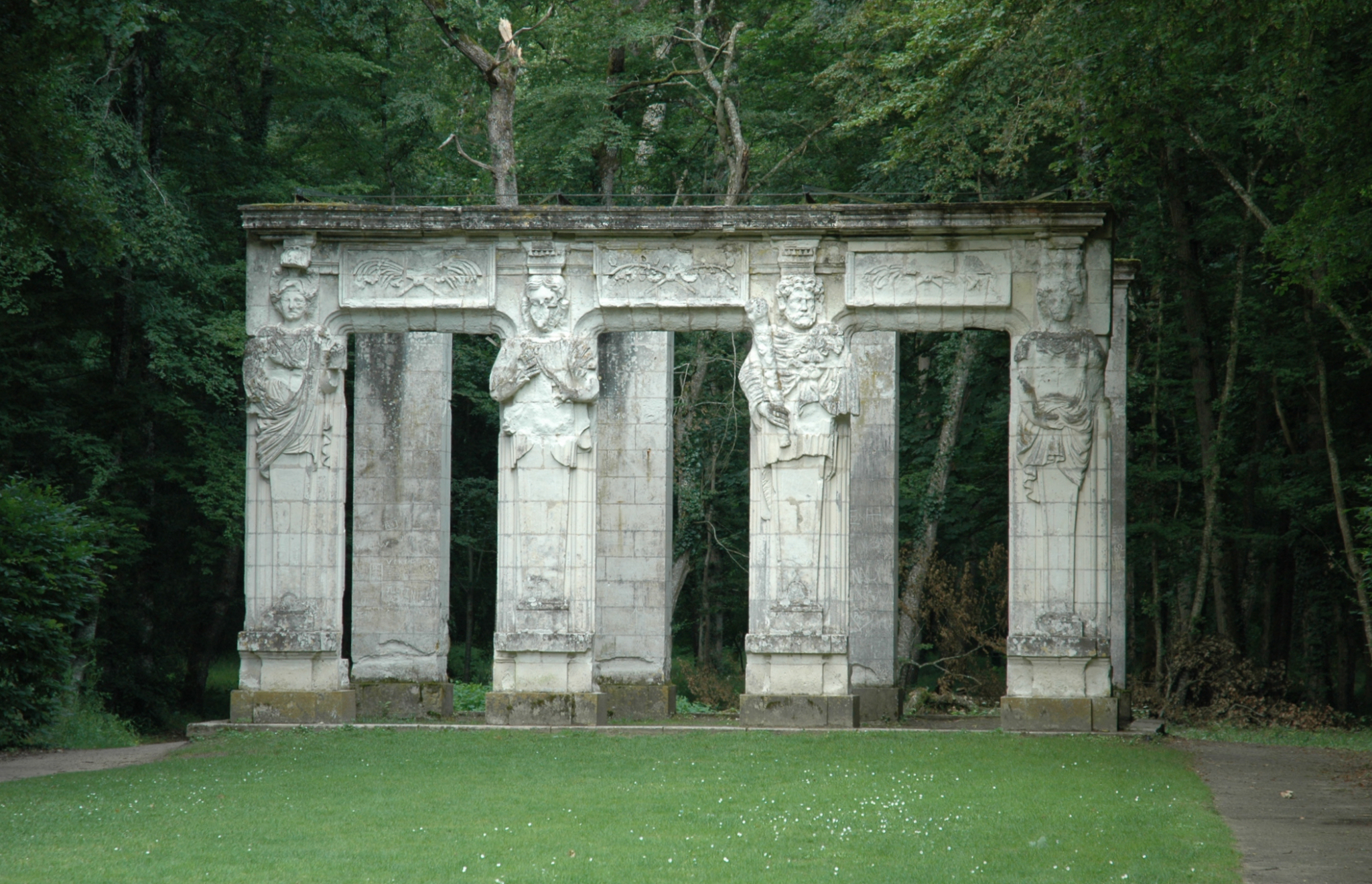
Karyatider, flyttade från den norra fasaden till parken 1875.
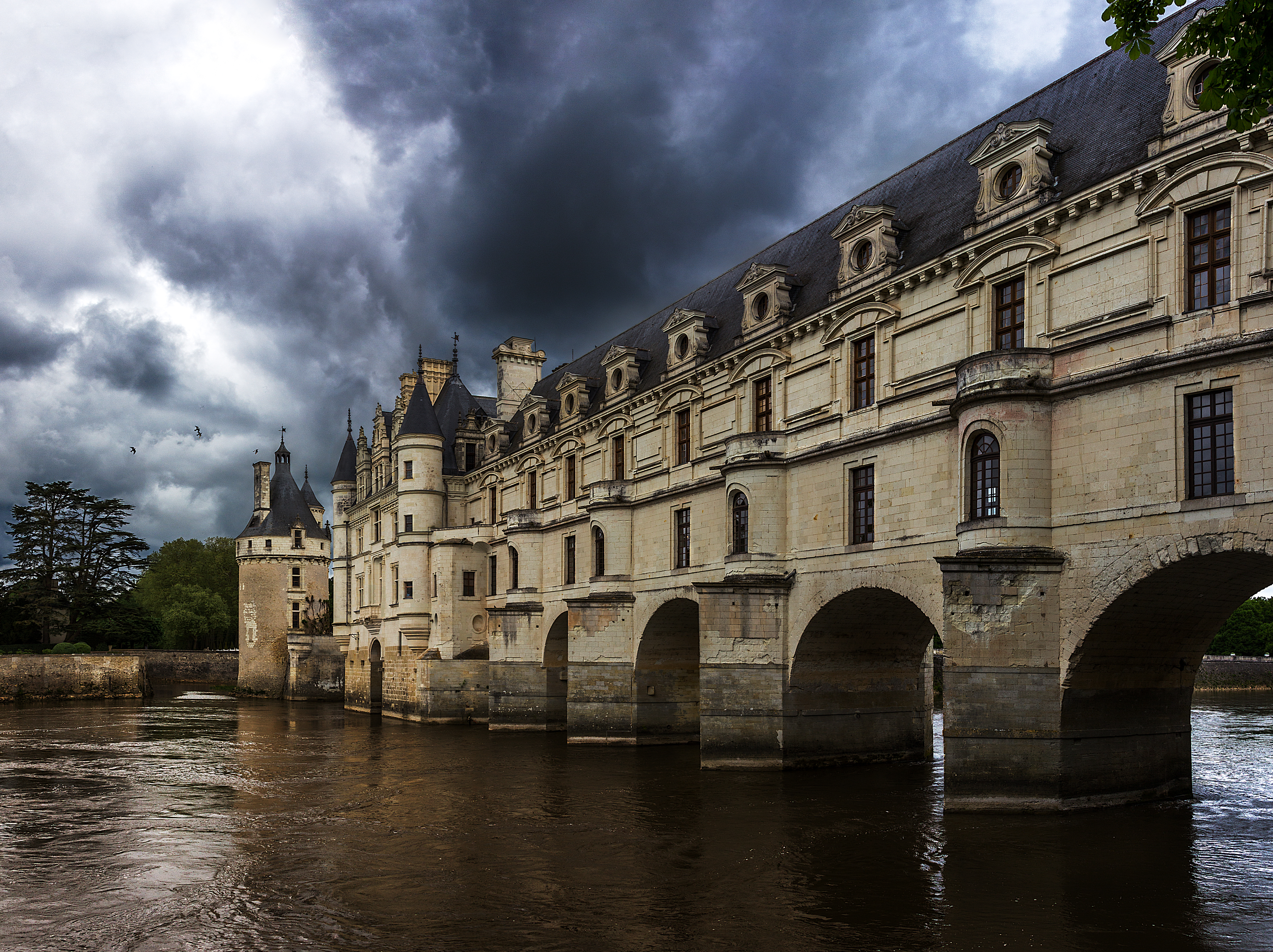
Slottet i stormigt väder.
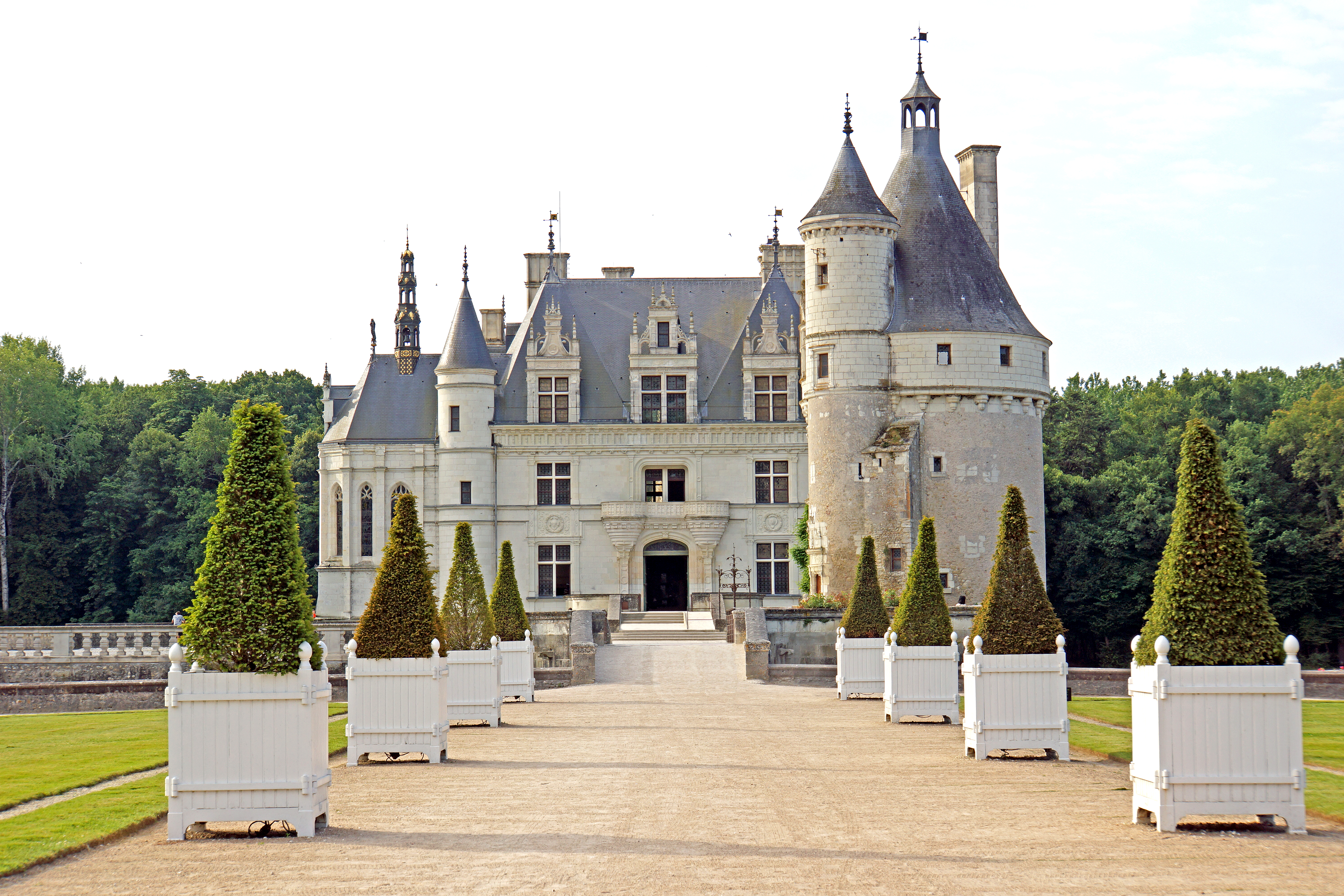
Ingången till slottet.
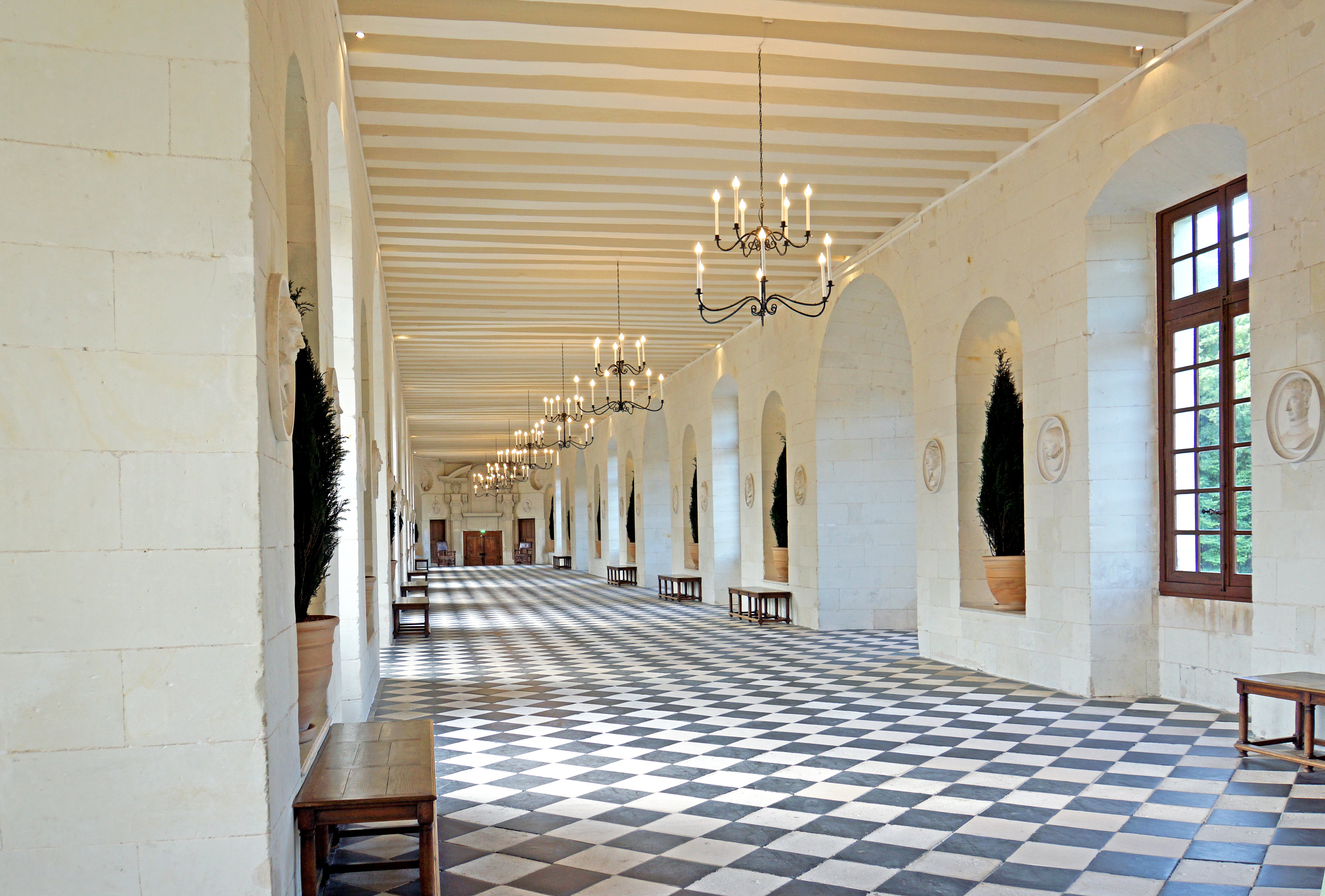
Galleriet över bron.
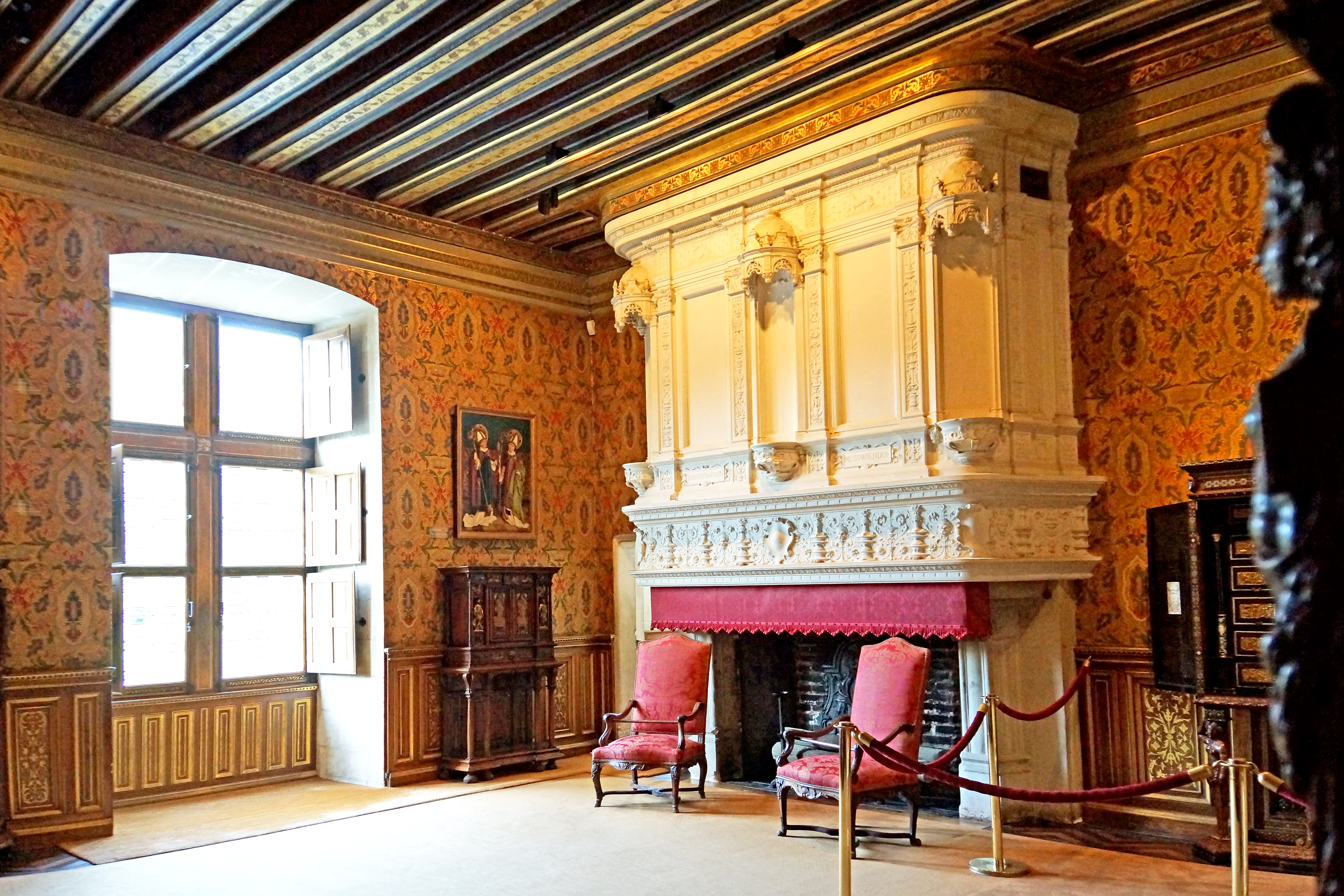
Frans I:s salong.
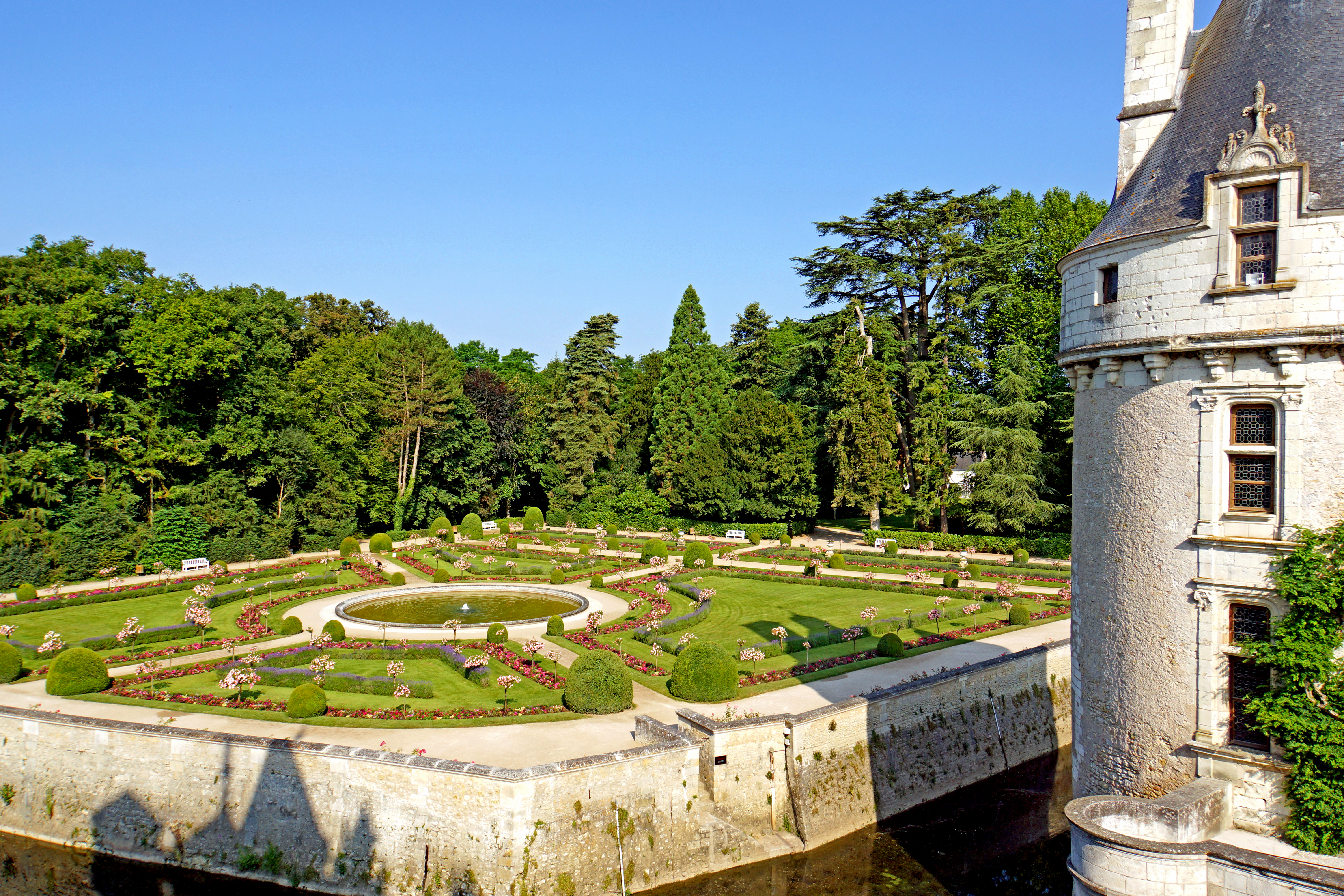
Katarina av Medicis trädgård.
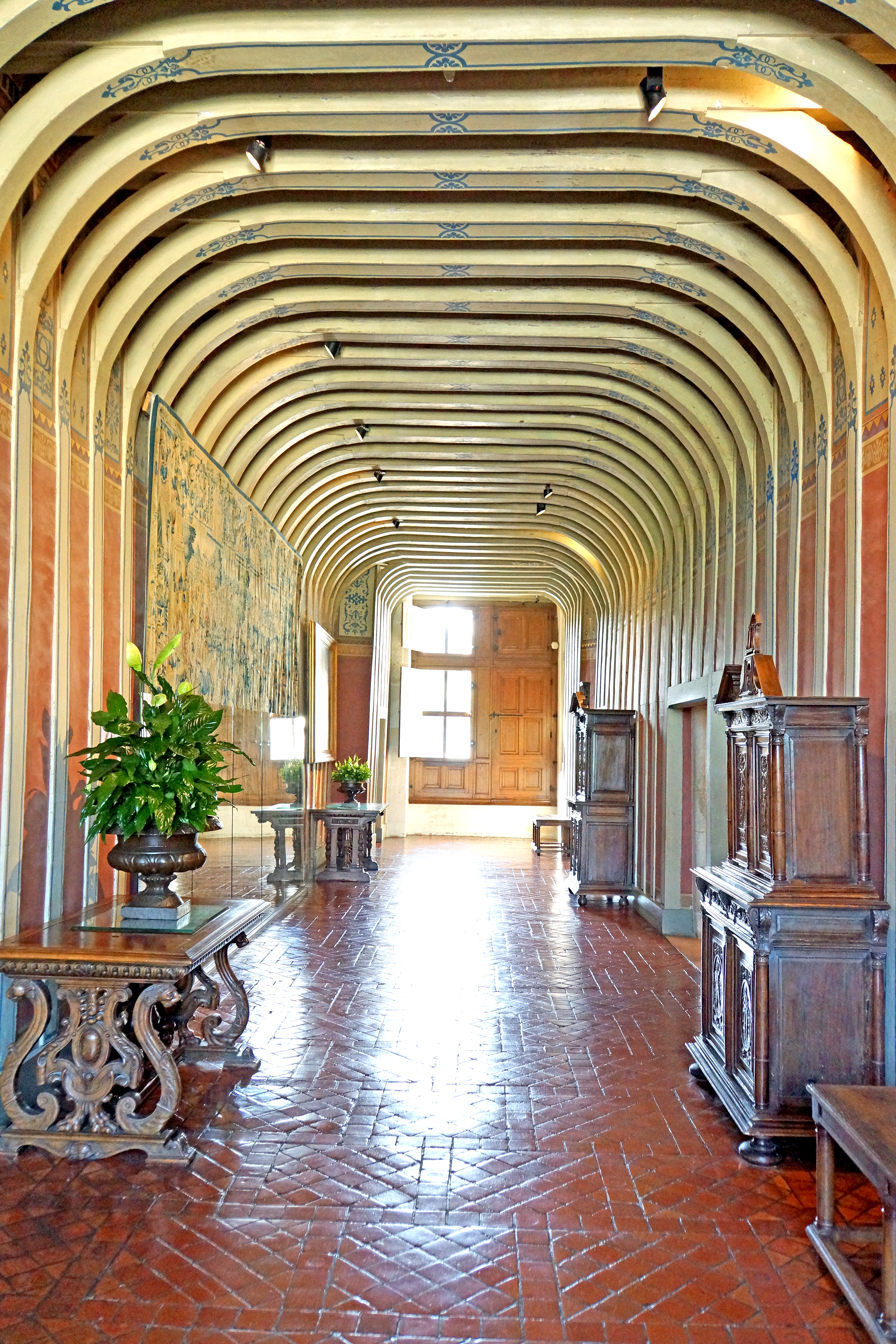
Vestibulen på andra våningen.
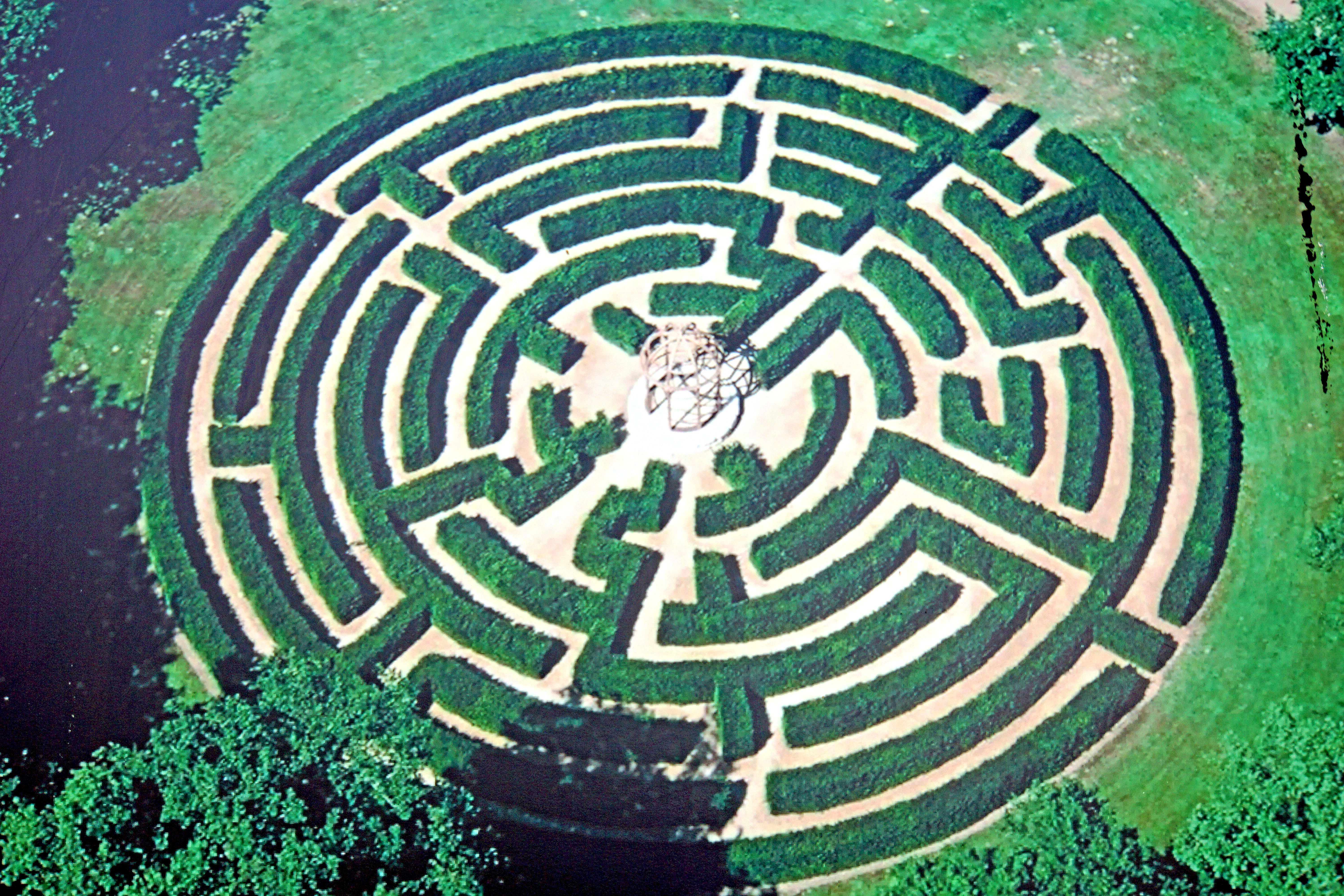
Trädgårdslabyrinten.
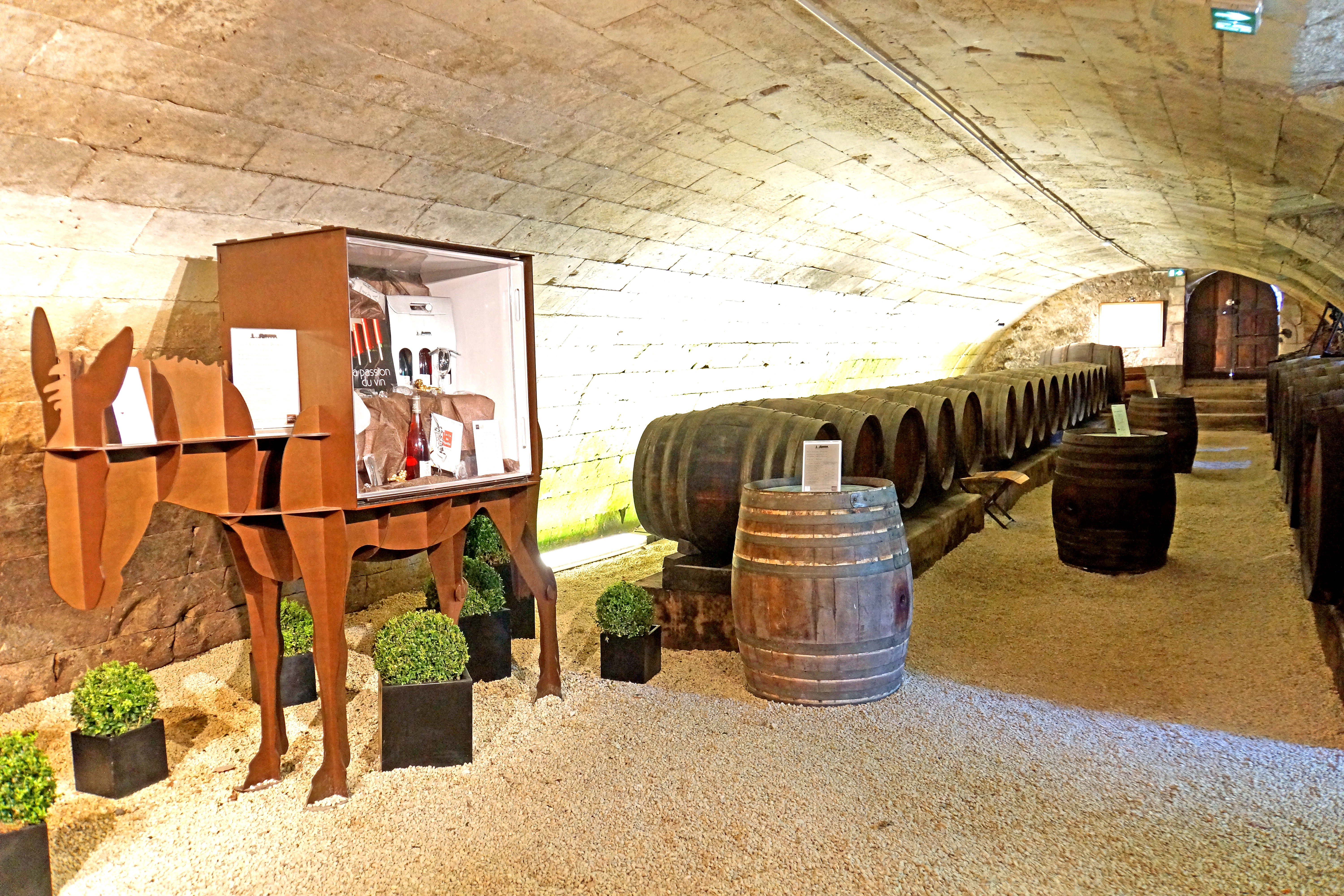
Vinkällare.